# Martin Höher
Martin Karl Wilhelm Höher (* 6. Oktober 1957 in Köln) ist ein deutscher Kardiologe und Hochschullehrer.

## Leben
Nach dem Abitur 1976 am Hölderlin-Gymnasium in Köln-Mülheim studierte Höher Medizin an der Universität Köln, legte 1983 das Staatsexamen ab und erhielt die Approbation als Arzt. 1987 wurde er an der Universität Köln mit einer Arbeit „Einfluß von Sympathikusstimulation und Größe des ischämischen Areals auf ischämiebedingte Änderungen der Kontraktilität und frühe Arrhythmien beim Schweineherzen“ promoviert. 1991 erhielt er die Anerkennung als Facharzt für Innere Medizin, 1993 für Kardiologie und 2001 für spezielle Internistische Intensivmedizin. 2001 wurde Höher mit der Arbeit Schlag-zu-Schlag Variabilität von Mikropotentialen im hochauflösenden Elektrokardiogramm habilitiert. 2007 erfolgte seine Ernennung zum außerplanmäßigen Professor an der Universität Ulm. 2012 erhielt er den MBA Health Care Management der Universität Bayreuth mit der Masterarbeit „Klinikkooperation durch Filialbildung von Spezialeinheiten - Strategische und wirtschaftliche Analyse des Filial-Herzkatheterlabors der Klinikum Bayreuth GmbH im Klinikum Fichtelgebirge“. 1992–2003 arbeitete Höher als Oberarzt der Abteilung Innere Medizin II der Universität Ulm. 2004–2015 war Höher Chefarzt der Medizinischen Klinik II (Kardiologie-Angiologie-Pneumologie-Internistische Intensivmedizin) am Klinikum Bayreuth.
Ende 2014 wurde die Pneumologie in eine selbständige Abteilung umgewandelt und Höher mit sofortiger Wirkung von der Leitung der Intensivstation im Klinikum Bayreuth freigestellt. Ihm wurden in der Presse Vorwürfe bezüglich der Beatmungsdauer auf der internistischen Intensivstation sowie der Einführung des minimalinvasiven Aortenklappenersatzes (Transcatheter Aortic Valve Implantation = TAVI) im Klinikum gemacht. Nach Ausräumung der Vorwürfe durch eine Untersuchungskommission wurde Höher im März 2015 wieder als Leiter der Internistischen Intensivstation eingesetzt. Höher versuchte kurz darauf, arbeitsgerichtlich die Vorlage eines für ihn negativen Gutachtens in einer gemeinsamen Sitzung des Aufsichtsrats und der Zweckverbandsversammlung des Klinikums zu unterbinden, was abgewiesen wurde. In dieser Sitzung wurde dann entschieden, Höher bis auf weiteres freizustellen. Höher und die Klinikum Bayreuth GmbH trennten sich schließlich zum Ende 2015 einvernehmlich.
Seit September 2016 leitet Höher die Innere Medizin und Kardiologie am Kasseler Elisabeth-Krankenhaus.
Höher ist seit 1988 verheiratet und hat vier Kinder.

## Auszeichnungen
- 2006–2008 Chairman Working Group Computers der European Society of Cardiology
- 2004 Andreas-Grüntzig-Forschungspreis der Deutschen Gesellschaft für Kardiologie
- 2000 Fellow of the European Society of Cardiology (FESC)
- 1993 Silberne Rose Medizinfilm Interventionelle Techniken in der Kardiologie

## Mitgliedschaften
- Deutsche Gesellschaft für Kardiologie (DGK)
- Arbeitsgruppe Interventionelle Kardiologie der DGK
- European Society of Cardiology (ESC)
- Nucleus Working Group Computers in Cardiology der ESC
- American Heart Association (AHA)
- Council Clinical Cardiology der AHA
- Deutsche Herzstiftung
- Wissenschaftlicher Beirat der Deutschen Herzstiftung
- Deutsche Gesellschaft für Innere Medizin (DGIM)
- Deutsche Gesellschaft für Internistische Intensivmedizin (DGIIN)
- Society of Critical Care Medicine (SCCM)
- International Society for Holter & Noninvasive Electrocardiology (ISHNE)
- Bund der Deutschen Internisten (BDI)
- Arbeitsgemeinschaft Leitender Kardiologischer Krankenhausärzte (ALKK)
- Verband Leitender Krankenhausärzte (VLK)